# Hilutangankanaal
Het Hilutangankanaal is een kleine zeestraat in de Filipijnen tussen de centraal gelegen eilanden Mactan en Olango, tussen grotere eilanden Cebu en Bohol. De straat is 3,5 kilometer breed en vormt de verbinding tussen de Camoteszee in het noordoosten en de Straat Cebu in het zuiden.